# Don Newman
Pour les articles homonymes, voir Newman.
Pour le joueur et entraîneur de basket-ball, voir Don Newman (basket-ball).
Don Newman est un journaliste et un animateur de télévision canadien. Il est l'éditeur en chef du journal politique quotidien de CBC Newsworld.

## Biographie
Originaire de Winnipeg, Newman a commencé sa carrière avec CTV où il travailla comme correspondant à Washington de 1972 à 1976. En 1976, il se tourne vers Radio-Canada mais demeure à Washington jusqu'en 1979. Correspondant à Edmonton pendant deux ans, il entre au bureau parlementaire en 1981.
De 1981 à 1983, il est l'hôte de l'émission This Week in Parliament. En 1989, il commence à animer quotidiennement Capital Report sur le nouveau canal Newsworld. En 1992, il mit périodiquement fin à ses activités d'animation après la mort soudaine de son fils de vingt ans lors d'une extraction routinière des dents de sagesse.
Newman a aussi été à l'antenne lors d'événements politiques majeurs, dont : les élections fédérales canadiennes, les congrès à la direction, les ouvertures de session à la Chambre des communes, les visites de dirigeants étrangers, les élections législatives et présidentielles américaines, les discours sur l'état de l'Union, les funérailles de Ronald Reagan et les inaugurations présidentielles américaines.
Lors des événements politiques américains, il couvre l'information à partir de l'ambassade canadienne à Washington. Les seuls événements qu'il n'a pas couverts depuis l'ambassade furent les discours de l'état de l'Union et les funérailles de Reagan, qui ont été diffusés à partir du bureau de Radio-Canada à Ottawa.
En 1999, il a été décoré de l'Ordre du Canada.